# Prix Max
Les Prix Max (espagnol : Premios Max) sont des prix espagnols pour les arts de la scène remis depuis 1998 au printemps lors de la cérémonie du même nom par la Sociedad General de Autores y Editores (SGAE). 
La première édition eut lieu au Palais des Congrès de Madrid mais selon les années, elle s'est déroulée dans d'autres grandes villes du pays (Barcelone, Séville, Bilbao, Valence, Vigo, Saragosse, Guadalajara et Gran Canaria). Les gagnants sont choisis par leurs pairs à travers un processus de deux tours de scrutin à bulletin secret. Le trophée est une pomme avec un masque créé par le poète et l'artiste Joan Brossa,.

## Catégories
- Mejor Espectáculo de Teatro Musical
- Mejor Espectáculo de Danza
- Mejor Espectáculo infantil
- Mejor Espectáculo revelación
- Mejor Autoría teatral
- Mejor Autoría revelación
- Mejor Adaptación de Obra Teatral
- Mejor Composición Musical para Espectáculo Escénico
- Mejor Coreografía
- Mejor Dirección de Escena
- Mejor Escenografía
- Mejor Figurinista
- Mejor Diseño de Iluminación
- Mejor Actriz
- Mejor Actor
- Mejor Intérprete Femenina de Danza
- Mejor Intérprete Masculino de Danza
- Mejor Empresa o producción privada de artes escénicas
- Premio de Honor
- Premio Max Aficionado
- Premio a la Contribucción a las Artes Escénicas[3],[4]